# Wanel
Wanel est une ancienne commune française située dans le département de la Somme et la région Hauts-de-France. Elle est associée à la commune d'Hallencourt depuis 1972.

## Géographie
Le village est traversé par la route D53.

## Histoire
Le 1er octobre 1972, la commune de Wanel est rattachée à celle d'Hallencourt sous le régime de la fusion-association.

## Politique et administration
| Période                                  | Période  | Identité            | Étiquette | Qualité |
| ---------------------------------------- | -------- | ------------------- | --------- | ------- |
|                                          |          |                     |           |         |
|                                          |          | Pierre Damonneville |           |         |
| 2020                                     | En cours | Jean Moniez         |           |         |
| Les données manquantes sont à compléter. |          |                     |           |         |

## Démographie
| 1793 | 1800 | 1806 | 1821 | 1831 | 1836 | 1841 | 1846 | 1851 |
| ---- | ---- | ---- | ---- | ---- | ---- | ---- | ---- | ---- |
| 265  | 261  | 302  | 259  | 246  | 239  | 240  | 232  | 225  |

| 1856 | 1861 | 1866 | 1872 | 1876 | 1881 | 1886 | 1891 | 1896 |
| ---- | ---- | ---- | ---- | ---- | ---- | ---- | ---- | ---- |
| 211  | 222  | 207  | 181  | 183  | 172  | 182  | 176  | 156  |

| 1901 | 1906 | 1911 | 1921 | 1926 | 1931 | 1936 | 1946 | 1954 |
| ---- | ---- | ---- | ---- | ---- | ---- | ---- | ---- | ---- |
| 175  | 161  | 147  | 112  | 119  | 132  | 128  | 111  | 111  |

| 1962 | 1968 | - | - | - | - | - | - | - |
| ---- | ---- | - | - | - | - | - | - | - |
| 104  | 102  | - | - | - | - | - | - | - |

## Lieux et monuments
- Église Saint-Fuscien, toute en pierre blanche.

Patrimoine civil
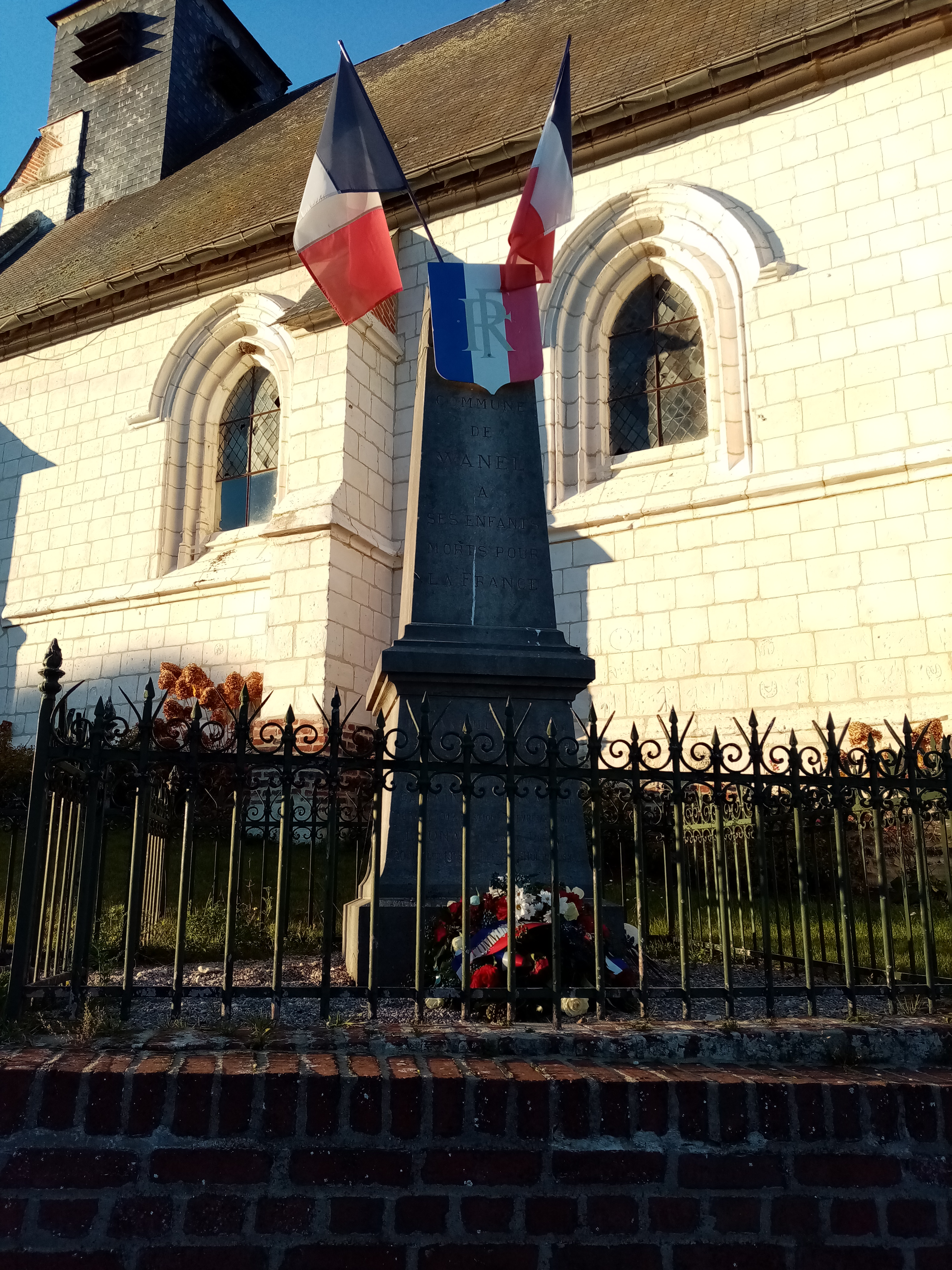
Le monument aux morts.
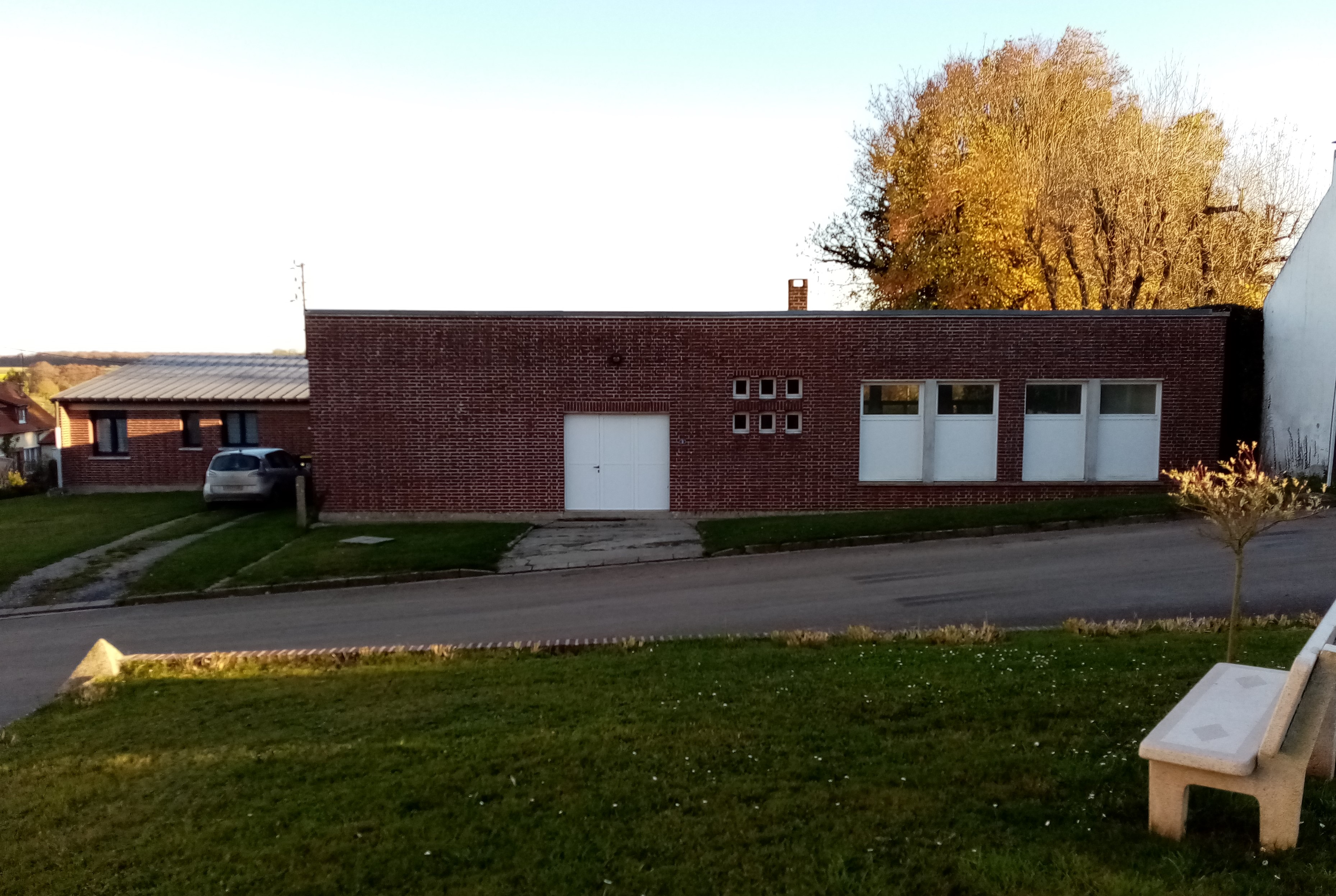
La salle communale.

Patrimoine religieux
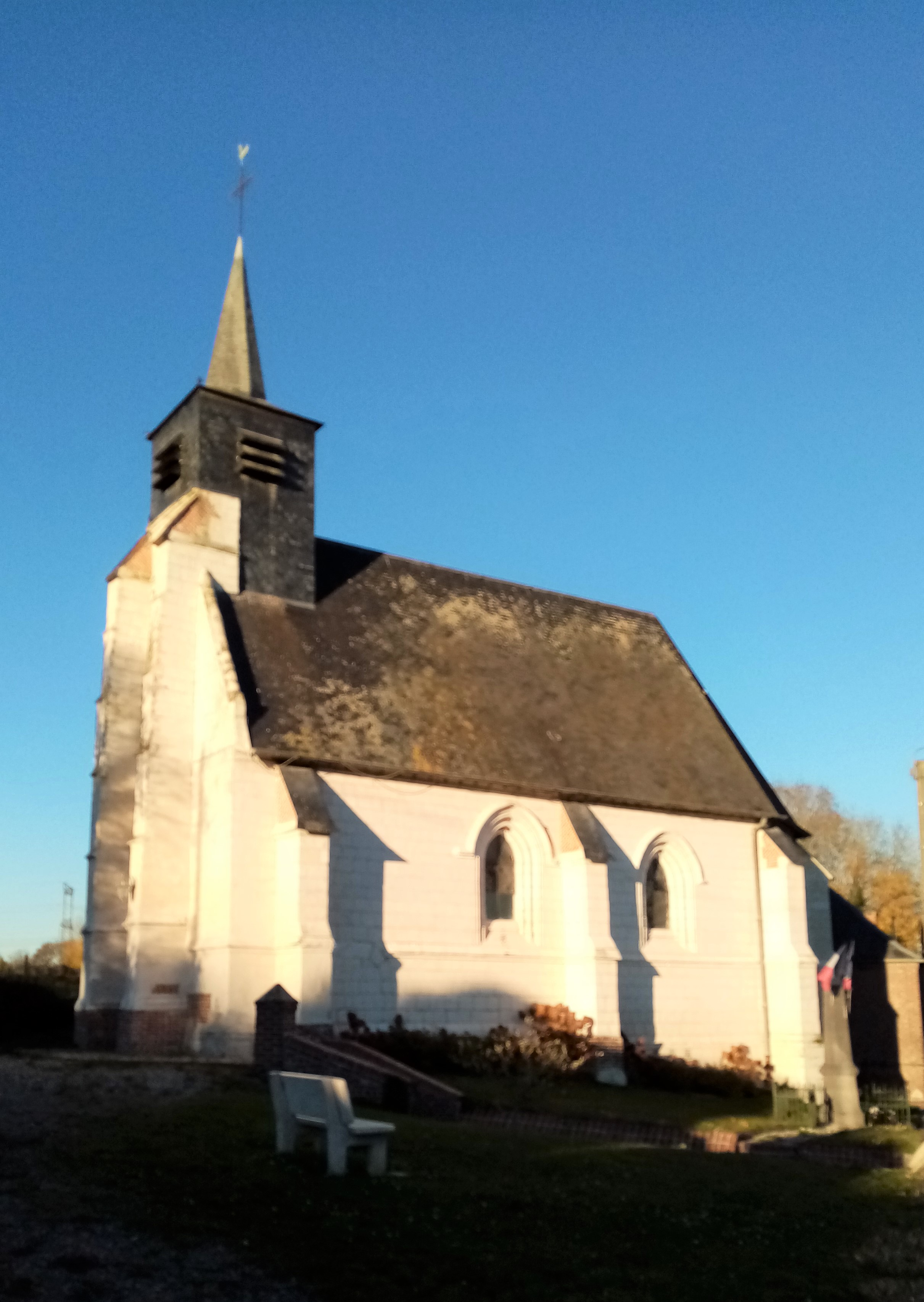
Côté sud.
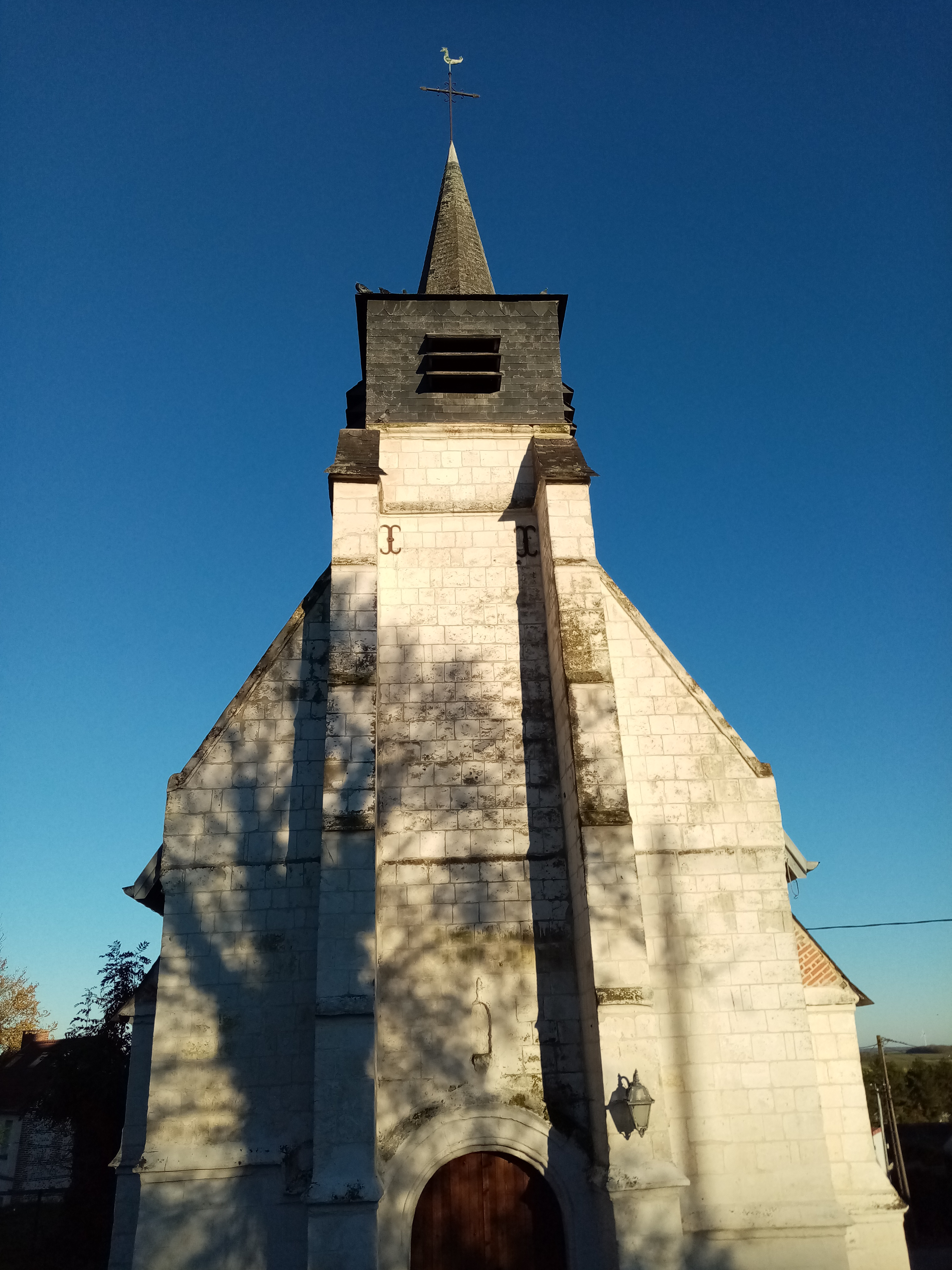
Clocher.
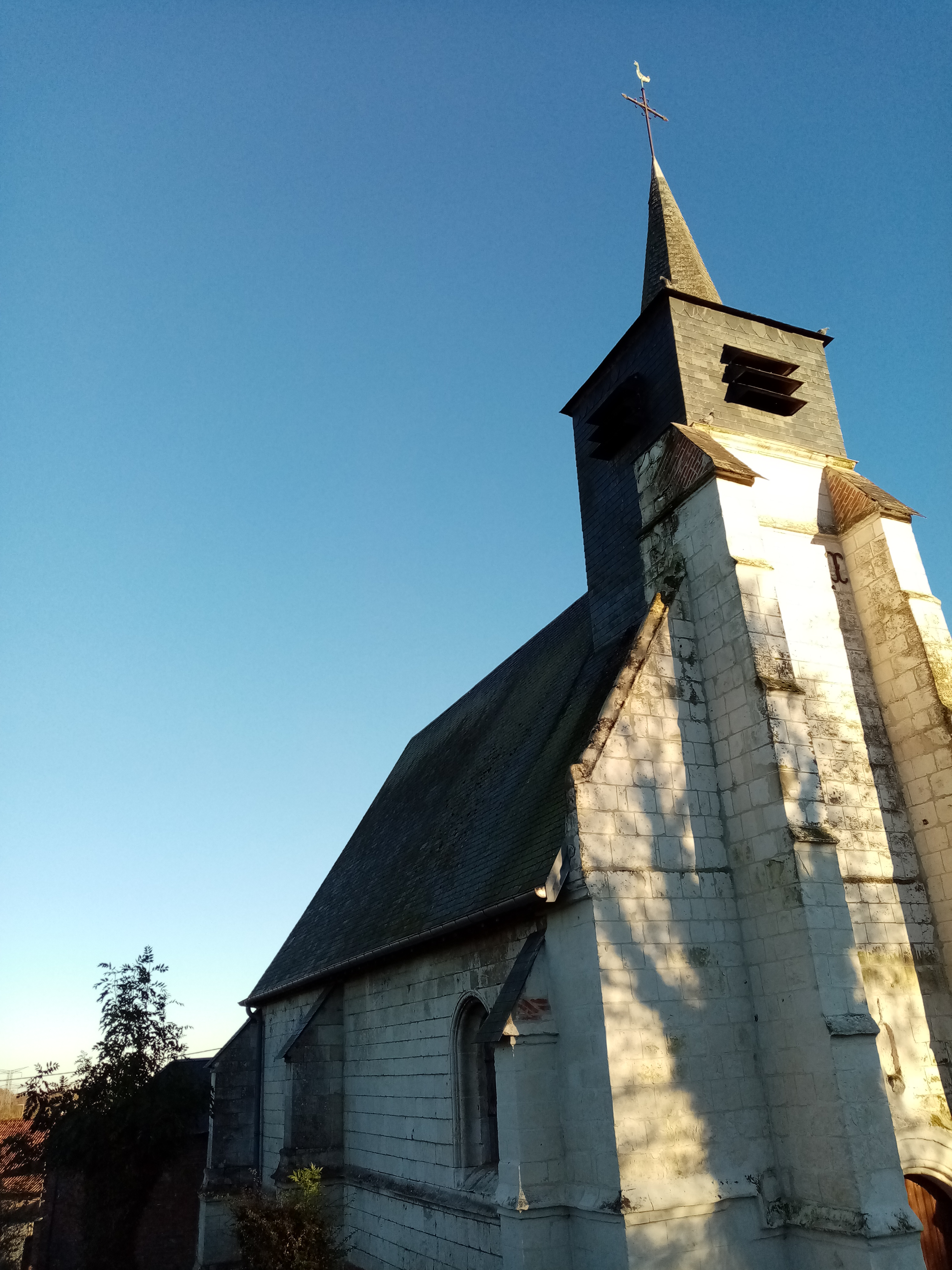
Flanc nord.